# نينا جاكوبسون (لاعبة كرة قدم)
نينا جاكوبسون هي لاعبة كرة قدم سويدية، ولدت في 11 أكتوبر 1990. لعبت مع Sunnanå SK ‏.

## وصلات خارجية
- نينا جاكوبسون على موقع اتحاد السويد (السويدية)
- نينا جاكوبسون على موقع قاعدة بيانات كرة القدم.إي يو (الإنجليزية)
- نينا جاكوبسون على موقع Soccerway.com (الإنجليزية)